# Трабзонспор
«Трабзонспор» (тур. Trabzonspor) — турецький футбольний клуб із Трабзона, заснований 1966 року. Виступає у турецькій Суперлізі. Один з двох, поряд з «Бурсаспором» клубів поза меж Стамбулу, які вигравали турецьку Суперлігу.

## Основний склад
Станом на 24 січня 2025
| №  | Поз. | Нац.                 | Гравець                          |
| -- | ---- | -------------------- | -------------------------------- |
| 1  | ВР   | Туреччина            | Угурджан Чакир                   |
| 3  | ЗХ   | Хорватія             | Борна Баришич                    |
| 4  | ЗХ   | Туреччина            | Гюсеїн Тюркмен                   |
| 5  | ПЗ   | Англія               | Джон Ландстрем                   |
| 6  | ПЗ   | Франція              | Батіста Менді                    |
| 7  | ПЗ   | Боснія і Герцеговина | Едін Вишча                       |
| 9  | НП   | Нігерія              | Ентоні Нвакаеме                  |
| 10 | ПЗ   | Австрія              | Мухаммед Чам                     |
| 11 | ПЗ   | Туреччина            | Озан Туфан                       |
| 14 | НП   | Україна              | Данило Сікан                     |
| 15 | ЗХ   | Чорногорія           | Стефан Савич                     |
| 17 | НП   | ДР Конго             | Сімон Банза (в оренді з «Браги») |
| 18 | ЗХ   | Туреччина            | Ерен Елмали                      |
| 19 | НП   | Туреччина            | Умут Бозок                       |
| 20 | ЗХ   | Кабо-Верде           | Вагнер Піна                      |

| №  | Поз. | Нац.       | Гравець             |
| -- | ---- | ---------- | ------------------- |
| 22 | ПЗ   | Україна    | Олександр Зубков    |
| 23 | ПЗ   | Туреччина  | Умут Гюнеш          |
| 24 | ЗХ   | Суринам    | Стефано Денсвіл     |
| 25 | ВР   | Туреччина  | Онуралп Чевіккан    |
| 29 | ЗХ   | Туреччина  | Сердар Саатчі       |
| 35 | ПЗ   | Туреччина  | Окай Йокушлу        |
| 44 | ЗХ   | Україна    | Арсеній Батагов     |
| 54 | ВР   | Туреччина  | Мухаммет Тага Тепе  |
| 61 | НП   | Туреччина  | Джихан Чанак        |
| 70 | НП   | Румунія    | Дєніс Дрегуш        |
| 77 | ЗХ   | Туреччина  | Аріф Бошлук         |
| 79 | ЗХ   | Португалія | Педро Малгейро      |
| 84 | ЗХ   | Туреччина  | Алі Шахін Йилмаз    |
| 90 | НП   | Туреччина  | Пойраз Ефе Йилдирим |
| 94 | НП   | Туреччина  | Еніс Дестан         |

## Досягнення
Суперліга

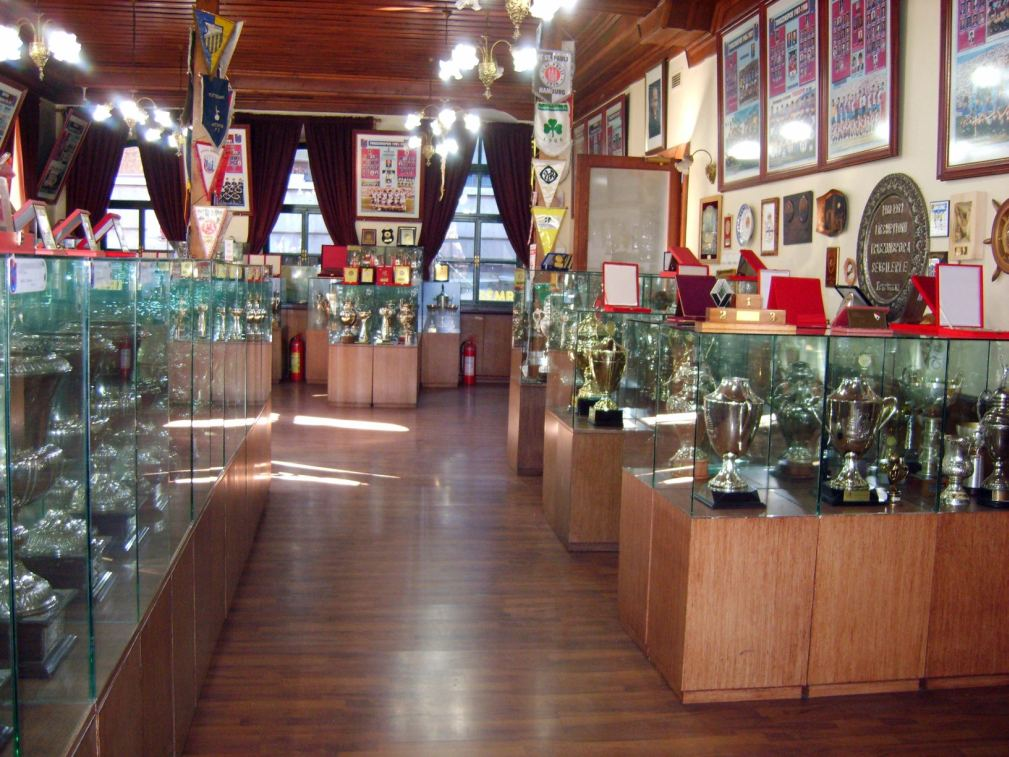
Музей трофеїв «Трабзонспора»

- Чемпіон (7): 1975-76, 1976-77, 1978-79, 1979-80, 1980-81, 1983-84, 2021-22
- Срібний призер (9): 1977-78, 1981-82, 1982-83, 1994-95, 1995-96, 2003-04, 2004-05, 2010-11, 2019-20
- Бронзовий призер (8): 1984-85, 1989—1990, 1990-91, 1992-93, 1993-94, 1997-98, 2008-09, 2011-12

Кубок Туреччини
- Володар кубка (9): 1977, 1978, 1984, 1992, 1995, 2003, 2004, 2010, 2020
- Фіналіст (8): 1975, 1976, 1985, 1990, 1997, 2013, 2024, 2025

Суперкубок Туреччини
- Володар кубка (10): 1976, 1977, 1978, 1979, 1980, 1983, 1995, 2010, 2020, 2022
- Фіналіст (3): 1981, 1984, 1992

Башбаканлик
- Володар кубка (5): 1976, 1978, 1985, 1994, 1996
- Фіналіст (7): 1966, 1975, 1990, 1991, 1993, 1997, 1998